# من النهر إلى البحر

فلسطين المنتدبة

من النهر إلى البحر هو شعار سياسي مرتبط بالقومية الفلسطينية. يشير الشعار إلى المنطقة الجغرافية ما بين نهر الأردن والبحر الأبيض المتوسط، وهو ما يتضمن دولة إسرائيل والمناطق الفلسطينية: الضفة الغربية بما فيها القدس الشرقية، وقطاع غزة. يقال أيضًا بالعامية الفلسطينية بتعبير «من المية للمية» [يقصد من الماء إلى الماء أي من النهر إلى البحر].
استخدمت جماعات سياسية هذا الشعار لدعم التحرر الفلسطيني منذ ستينيات القرن العشرين، وله أصول في ميثاق المجلس الوطني الفلسطيني، الذي يطالب بدولة فلسطينية تضم الحدود الجغرافية لفلسطين الانتدابية، وإزالة معظم السكان اليهود. مع أن منظمة التحرير الفلسطينية سحبت هذا المطلب في إطار اتفاقيات أوسلو، يظل هذا الشعار مثيرًا للجدل، إذ ترى بعض المجموعات أنه دعوة لإزالة الدولة اليهودية.
في المقابل، تفسر جماعات أخرى الشعار تفسيرًا آخر إذ يرون أنه دعوة لإقامة دولة فلسطينية ديمقراطية تضم ما يعرف الآن بإسرائيل والمناطق الفلسطينية، يكون فيها جميع المواطنين متساوون في الحقوق. يرى آخرون أن الشعار يعني «الحرية والكرامة المساوية للفلسطينيين».
تستخدم منظمات المقاومة الفلسطينية مثل حماس وحركة الجهاد الإسلامي في فلسطين والجبهة الشعبية لتحرير فلسطين الشعار أيضًا، وتعده بعض المنظمات معاديًا للسامية ونوعًا من خطاب الكراهية؛ فهو في رأيهم ينكر حق اليهود في تقرير المصير، أو يدعم محوهم أو إبادتهم. أثار استخدام الداعمين لفلسطين لهذا الشعار نقدًا ونزاعات قانونية في عدد من الدول الغربية مثل النمسا وألمانيا وهولندا وإستونيا والمملكة المتحدة والولايات المتحدة.
استخدم كتاب صهيونيون الشعار أيضًا قبل إنشاء دولة إسرائيل، كما جاء ذكره في البرامج الانتخابية والوثائق السياسية لأحزاب إسرائيلية فضلًا عن عدد من ساسة إسرائيل بعد 1948.

## في الوسط الفلسطيني
تردد الشعار في أوساط منظمة التحرير الفلسطينية في الستينيات. لكن المجلس الوطني الفلسطيني المنعقد في 15 نوفمبر 1988 أعلن قيام دولة فلسطينية على حدود 4 يونيو 1967، وجاء في إعلان الاستقلال أن «قرار التقسيم لعام 1947 ما زال يوفر شروطًا للشرعية الدولية».
في ميثاق حركة حماس المعدل في 2017 جاء النص التالي: «ترفض حماس أي بديل عن تحرير فلسطين تحريرًا كاملًا، من نهرها إلى بحرها.» إلا أن نفس المادة تنص بعد ذلك على أن إقامة دولة فلسطينية ضمن حدود يونيو 1967، دون الاعتراف بإسرائيل، هو «صيغة توافقية وطنية مشتركة».
من المبادئ العامة لحركة الجهاد الإسلامي في فلسطين أن «فلسطين من النهر إلى البحر أرض إسلامية عربية يحرم شرعًا التفريط في أي شبر منها، والكيان الصهيوني وجود باطل يحرم شرعًا الاعتراف به على أي جزء منها.»
يتردد شعار من النهر إلى البحر أيضًا في تصريحات قادة الجبهة الشعبية لتحرير فلسطين، وهي تنظيم عسكري وسياسي يساري لا يعترف بإسرائيل.

## حول العالم

### الولايات المتحدة
في اليوم العالمي للتضامن مع الشعب الفلسطيني في 2018، ألقى الأكاديمي والمعلق السياسي الأمريكي مارك لامونت هيل خطابًا في الأمم المتحدة، أنهاه بالتالي: «لدينا فرصة لتقديم التضامن للفلسطينيين ليس بالكلمات فقط، بل بالالتزام السياسي والعمل على المستوى المحلي والدولي، الأمر الذي سيمنح العدالة.. وفلسطين حرة من النهر إلى البحر». اتهمت جماعات ومنظمات داعمة لإسرائيل هل بمعاداة السامية، رأت رابطة مكافحة التشهير قول هل دعوة لمحو إسرائيل من الخارطة. طالبت جماعات مؤيدة لإسرائيل بفصله من جامعة تمبل التي يعمل بها، وأنهت شبكة سي إن إن الإخبارية الأمريكية تعاقدها معه بعد هذا الخطاب.
انتقد البيت الأبيض النائبة رشيدة طليب لاستخدامها شعار من النهر إلى البحر فلسطين ستصبح حرة، وذلك في أثناء الحرب الفلسطينية الإسرائيلية 2023؛ إذ ذكرت المتحدثة باسم البيت الأبيض أن العبارة «مثيرة للانقسام». ووجه الكونجرس اللوم لها لاستخدامها الشعار، جاء ذلك في تصويت بأغلبية 234 صوتًا مقابل 188 صوتًا. وكان 22 ديمقراطيًّا من بين من صوتوا للاتهام.
أدانت رئيسة جامعة هارفارد كلودين جاي العبارة في نوفمبر 2023 قائلة أنها تحمل «معان تاريخية محددة تعني ضمنًا بالنسبة لعدد كبير من الناس استئصال اليهود من إسرائيل». وقع أكثر من 100 عضو في هيئة تدريس جامعة هارفارد رسالة تنتقد رئيسة الجامعة لتصريحها المذكور. رُفعت دعوى قضائية على جامعة تكساس في سان أنطونيو، يتهم فيها طلاب فلسطينيون الجامعة بحظر شعار من النهر إلى البحر.

أصدر مجلس نواب الولايات المتحدة في أبريل 2024 تشريعًا يدين فيه «عبارة من البحر إلى النهر فلسطين ستتحرر» واصفًا الشعار بالمعادي للسامية. وافق على التشريع 377 نائبًا وعارضه 44 (جمهوري واحد و43 ديمقراطيًّا).
أعلنت شركة محاماة شهيرة في وول ستريت في يوليو 2024 أن المتقدمين للتوظيف فيها سيخضعون لفحص مشاركاتهم في الاحتجاجات المؤيدة لفلسطين التي عمت الجامعات الأمريكية، وأن أي استخدام عام لعبارة من النهر إلى البحر سيحرم المتقدمين من التوظيف.

### ألمانيا
في ألمانيا، أصدرت محكمة إدارية في برلين حكمًا في أغسطس 2023 بأن الشعار لا يمثل جريمة جنائية بحد ذاته. في 1 نوفمبر 2023، أعلنت وزارة الداخلية الألمانية حظر أنشطة حركة حماس في البلاد، وتضمن أمر الحظر قائمة بالشعارات المحظورة ومنها شعار من النهر إلى البحر. أكد وزير العدل ماركو بوشمان هذا الحظر في 17 ديسمبر 2023. وفي تقريرها عن حقوق الإنسان، أشارت منظمة العفو الدولية إلى حظر الداخلية الألمانية الشعار، بدعوى كونه رمزًا لحماس، وذكرت المنظمة أن الحظر تقييد لحرية التعبير وأن الشعار «استُخدم على مر التاريخ بدلالات مختلفة، واستخدمته مختلف الأطراف الفاعلة». لكن يرى خبراء قانون ألمان أن العبارة قد تكون جريمة وفق الفقرتين 130 و140 من القانون الجنائي الألماني. أعلنت ولاية بافاريا تجريم استخدام شعار من النهر إلى البحر، كما صرحت ولاية زارلاند في نوفمبر 2023 عن فتح تحقيق ضد كل من يستخدم هذه العبارة، وأنه في حالة الإدانة ستوقع عقوبة السجن 3 سنوات أو غرامة مالية.
بعد نشره منشورًا على إنستجرام قال فيه «فلسطين حرة من النهر إلى البحر»، قرر نادي ماينس الألماني لكرة القدم فسخ تعاقده مع اللاعب أنور الغازي ذي الأصل المغربي. كما فُتح تحقيق قضائي ضد اللاعب، وذكر مكتب النائب العام في مدينة كوبلنز: «وفق تقييمنا، فإن المتهم، مشتبه به في البداية بتعكير السلم العام من خلال التغاضي عن جرائم جنائية بالتزامن مع التحريض على الكراهية من خلال نشر المحتوى». في 12 يوليو 2024، قررت محكمة ألمانية عدم صحة فسخ العقد من جانب نادي ماينتس وأن منشوراته لا تشكل إخلالًا بالعقد.
بعدما نشرت فتاة من أصول فلسطينية حصلت على الجنسية الألمانية منشورًا حمل شعار من البحر إلى النهر ستتحرر فلسطين، وذلك في نوفمبر 2023، طالب عدد من الساسة بسحب الجنسية منها بحجة معاداة السامية.
في 1 ديسمبر 2023، استصدر مركز الدعم القانوني الأوروبي قرارًا من محكمة مونستر الإدارية يصرح بقانونية شعار «من البحر إلى النهر فلسطين ستكون حرة» إلى جانب شعاري «إسرائيل قاتلة الأطفال» و«أقفوا الإبادة في غزة». قضت المحكمتان الإداريتان في بريمن وهيسن، في أبريل 2024، بقانونية شعار من البحر إلى النهر، مع الإشارة إلى أن الشعار بحد ذاته «لا يتضمن دعوة حتمية للكفاح المسلح ضد إسرائيل».
قال منظمو مهرجان برلين السينمائي الدولي لعام 2024 أن صفحة التواصل الاجتماعي للحدث على إنستجرام تعرضت للاختراق، وعُرضت لقطات شاشة لمنشورات تحمل شعار فلسطين حرة من البحر إلى النهر. ذكر متحدث باسم المهرجان أن «إساءة استخدام منصة التواصل الاجتماعي للمهرجان من أجل نشر خطاب الكراهية المعادي للسامية هو أمر مقبول».
في أغسطس 2024، قضت محكمة تيرجارتن الجزئية في برلين بغرامة 600 يورو على ناشطة بسبب ترديدها شعار من النهر إلى البحر في تظاهرة بعد 4 أيام من أحداث 7 أكتوبر. وأيدت محكمة الشؤون الإدارية في دوسلدورف في سبتمبر 2024 أن شعار من النهر إلى البحر غير قانوني، وسيُحظر في المظاهرات. وفرضت محكمة برلين الإقليمية، في 8 نوفمبر 2024، غرامة 1300 يورو على امرأة نشرت عبارة من النهر إلى البحر في منشور على إنستجرام؛ رأت المحكمة أن الشعار رمز لحركة إرهابية.
أصدرت وزارة الداخلية الألمانية وثيقة تحمل عنوان «تعليمات تطبيق مؤقتة لقانون الجنسية» في سبتمبر 2024، أشارت هذه الوثيقة إلى أن ترديد شعار من النهر إلى البحر قد يكون من المبررات لعدم منح الجنسية الألمانية. قدمت إن دي آر استفسارًا لوزارة الداخلية حول هذه الإضافة، وردت الوزارة بأن الأمر يتعلق بالسياق الذي يُستخدم فيه الشعار. يذكر أيضًا أن هذه الوثيقة ليست ملزمة للولايات الألمانية التي تتولى مسؤولية منح الجنسية.
في أبريل 2025، أسقطت النيابة العامة في دوسلدورف التحقيقات مع النائب السابق هشام حماد الذي أوقفته الشرطة لترديده عبارة من النهر إلى البحر في مظاهرة وقعت في نوفمبر 2024، هذه العبارة التي زُعم أنها رمزًا يرتبط بجماعات محظورة.
في يوليو 2025، برأت محكمة تيرجارتن الإدارية الناشطة ياسمين أكار من تهمة استخدام شعار جماعة إرهابية لترديدها شعار من النهر إلى البحر. في أغسطس 2025، أعلنت شرطة برلين أنها ستتدخل عندما يردد متظاهرون شعار من النهر إلى البحر، على الرغم من اختلاف التفسيرات القانونية؛ إذ أن مكتب المدعي العام لا يزال يرى في استخدام هذا الشعار شبهة جنائية أولية.

### النمسا
منعت شرطة العاصمة فيينا مظاهرة مؤيدة لفلسطين في أكتوبر 2023، معللة ذلك بأن الدعوات للمظاهرة تضمنت عبارة من النهر إلى البحر، وهو ما يعد دعوة إلى العنف.
فضت الشرطة مخيمًا للتضامن مع فلسطين في جامعة فيينا في مايو 2024، معللة ذلك بأن الغرض من هذا التجمع لم يعد متوافقًا مع الدستور النمساوي، واستشهدت باستخدام المتظاهرين لعبارة من «النهر إلى البحر فلسطين حرة» وظهور عبارة «الانتفاضة» على لافتات. رأت المحكمة الإدارية في فيينا، في مارس 2025، أن الفض كان غير قانوني، وأن استخدام العبارات السابقة لا يشكل تحريضًا على ارتكاب جريمة أو اتهامًا بالانتماء إلى حركة حماس.

### التشيك
في بيان صحفي لوزارة الداخلية التشيكية، نُشر في نوفمبر 2023، ذُكر أن ممثلي الوزارة والشرطة وبلدية براج يرون أن استخدام شعار من النهر إلى البحر قد يكون جريمة تحت ظروف معينة. وألغت محكمة بلدية العاصمة في 18 ديسمبر 2023 قرار عمدة المدينة حظر الشعار، جاء ذلك بعد طلب مشورة خبير بقضايا الإرهاب والتطرف السياسي.

### المملكة المتحدة
في حديث مع صحيفة چويش كرونيكل في 2022، قال وزير التعليم ناظم زهاوي إن شعار من البحر إلى النهر «هو من وجهة نظري نوع من معاداة السامية، وعدم التسامح، وتوجه قاتل من المنظمة المحظورة» قاصدًا حماس. وإن على الجامعات إبلاغ الشرطة إذا استخدم الطلاب المتظاهرون هذا الشعار.
في أثناء الحرب الإسرائيلية الفلسطينية (2023) بعد عملية طوفان الأقصى، وجهت منظمات بريطانية دعوة للتظاهر من أجل فلسطين، نصحت الجهات المنظمة المتظاهرين بتجنب استخدام عبارة من النهر إلى البحر.
علق حزب العمال عضوية أندي ماكدونالد بعدما ألقى خطابًا قال فيه: «كفى قصفًا وحصارًا واحتلالًا. لن نهدأ حتى نحصل على العدالة، حتى يتمكن جميع الناس الإسرائيليون والفلسطينيون من النهر إلى البحر أن يعيشوا بحرية آمنين. فلسطين حرة، حرة، فلسطين حرة، حرة». لكن حزب العمال أعاد عضوية ماكدونالد بعد تحقيق خلص إلى أنه لم يشارك في سلوك يتعارض مع قواعد الحزب.
أرسلت وزيرة الداخلية سويلا برافرمان خطابًا للشرطة في أكتوبر 2023، بعد عملية طوفان الأقصى جاء في الخطاب: «أود أن أشجع الشرطة على النظر فيما إذا كانت الهتافات مثل من النهر إلى البحر، فلسطين ستتحرر، يجب أن تُفهم على أنها تعبير عن رغبة عنيفة في رؤية إسرائيل وقد مُحيت من العالم، وما إذا كان استخدامه في سياقات معينة قد يرقى إلى مستوى العنصرية المشددة بموجب المادة 5 للنظام العام». صرحت شرطة لندن في وقت لاحق أن ترديد الشعار في بيئة احتجاجية لن يكون جريمة أو يؤدي للاعتقال إلا إذا كان الغرض منه تخويف الشعب اليهودي ومضايقته. في نوفمبر 2023، أعلنت الشرطة البريطانية قطع علاقاتها مع مستشار مسلم بعد ظهوره في مقطع مصور قديم يردد شعار من النهر إلى البحر في مظاهرة ضد الاحتلال الإسرائيلي.
في نوفمبر 2023، وجه الاتحاد الإنجليزي لكرة القدم الأندية الإنجليزية إبلاغ لاعبيها بعدم استخدام عبارة فلسطين حرة من النهر إلى البحر. ذكر متحدث باسم الاتحاد أنه استخدم أحد المشاركين في كرة القدم هذه العبارة «فسنطلب الشرطة حول كيفية التعامل معها والرد عليها».
في مأدبة غداء لأصدقاء إسرائيل المحافظين في يناير 2024، صرح رئيس الوزراء ريشي سوناك بأن من يهتفون بشعار من البحر إلى النهر «إما أغبياء مفيدون لا يفهمون ما يقولونه، أو ما هو أسوأ من ذلك، أشخاص يرغبون في محو الدولة اليهودية من الخريطة».
في 19 فبراير 2024، اعتقلت الشرطة متظاهرة لترديدها شعار من البحر إلى النهر في تظاهرة ضد استثمار بنك بريطاني ملايين الدولارات في شركة سلاح إسرائيلية، أخلت الشرطة سراحها لاحقًا بعد دفع كفالة ومنعها من الاشتراك في تجمهرات.

### هولندا

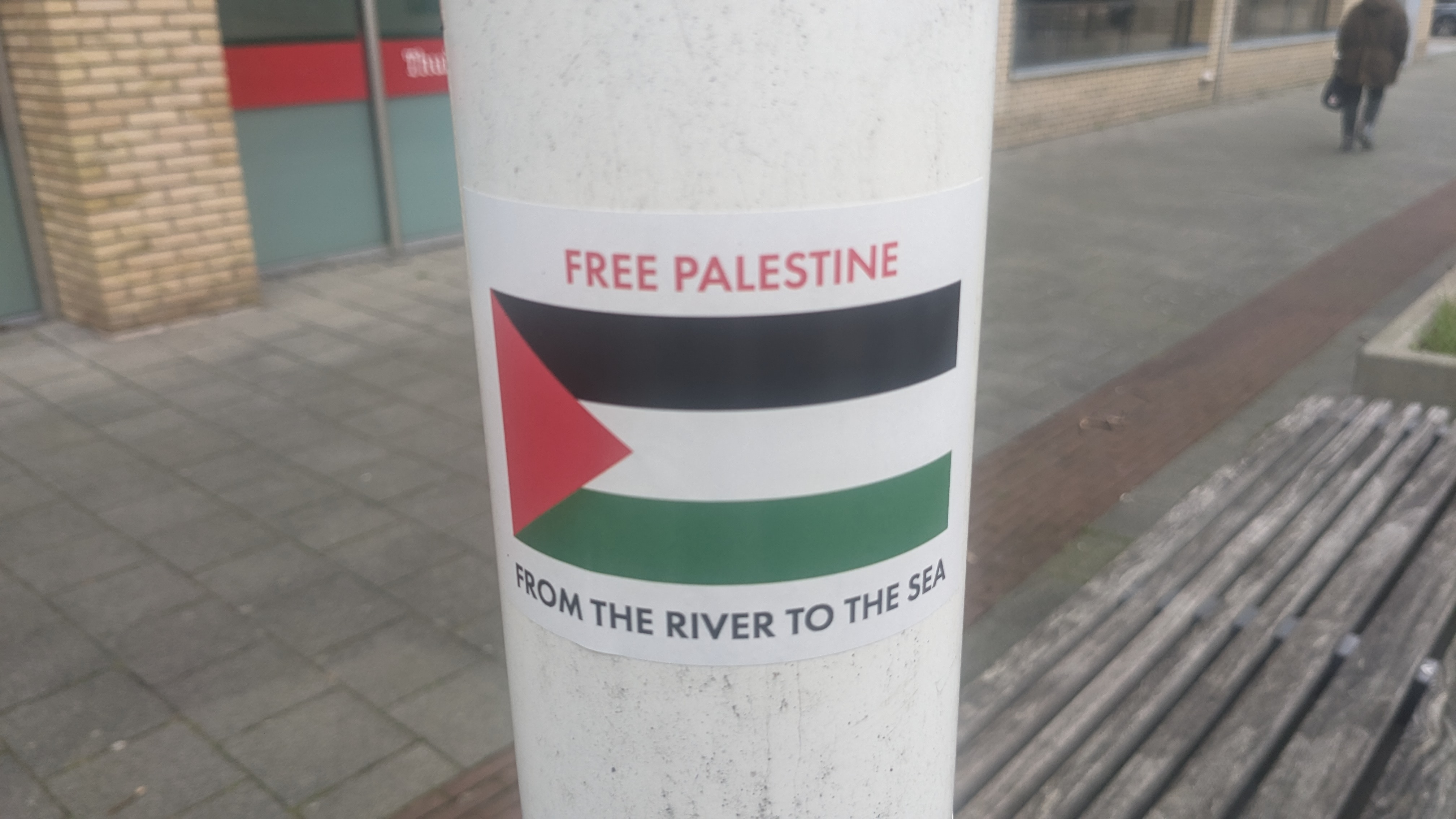
ملصق بالإنجليزية بعبارة «تحرير فلسطين من النهر إلى البحر» في روتردام، هولندا.

في هولندا أصدرت محكمة في 15 أغسطس 2023 حكمًا بأن عبارة من النهر إلى البحر فلسطين ستتحرر تقع ضمن حدود حرية التعبير ولا يعاقب عليها القانون. وأنهى النائب ستيفان فان بارلي خطابه في البرلمان الهولندي في 24 أكتوبر 2023 بعبارة فلسطين حرة من النهر إلى البحر، وقالها بالإنجليزية. انتقدت رئيسة البرلمان فورًا عبارته هذه قائلة «ليست هناك حاجة للقيام بذلك، فالأمر له ارتباط معين، ليس عليك استخدام كلمات مثل هذه». كررت رئيسة فصيل حزب Bij1 سيلفانا سيمونز العبارة، فأوقفت رئيسة البرلمان ميكروفونها وأعلنت أنه لا يمكن استخدام الشعار بعد الآن.
في مايو 2024، مُرر قرار غير ملزم في البرلمان الهولندي، قدمه حزب من أجل الحرية، يدعو إلى تجريم شعار من النهر إلى البحر، جاء فيه أن هذا الشعار يمثل دعوة للعنف. وكان التصويت بفارق صوت واحد.

### إسبانيا
نظم متحف الملكة صوفيا في مدريد، في مايو 2024، سلسلة نشاطات تضمنت محاضرات ولقاءات مع فنانين فلسطينيين تحت عنوان «من النهر إلى البحر»، انتقد اتحاد الجاليات اليهودية في إسبانيا إضافة إلى السفارة الإسرائيلية استخدام هذا الشعار عنوانًا للحدث. أعلن المتحف تغيير عنوان الحدث إلى «لقاءات التفكير النقدي.. التضامن الدولي مع فلسطين».
بعد اعتراف إسبانيا بدولة فلسطين في مايو 2024، أصدرت نائبة رئيس الوزراء ووزيرة العمل، يولاندا دياز، بيانًا مصورًا قالت في ختامه فلسطين حرة من البحر إلى النهر. نددت السفيرة الإسرائيلية في إسبانيا بخطاب نائبة رئيس الوزراء واصفة ذلك بأنه دعوة لإزالة دولة إسرائيل. قررت إسرائيل لاحقًا قطع التواصل بين القنصلية الإسبانية في القدس والفلسطينيين، وذكر وزير الخارجية الإسرائيلي يسرائيل كاتس أن هذا القرار جاء «ردًّا على اعتراف إسبانيا بالدولة الفلسطينية والدعوة المعادية للسامية التي أطلقتها نائبة رئيس الوزراء ليس فقط بالاعتراف بالدولة الفلسطينية بل لتحرير فلسطين من النهر إلى البحر».

### أستراليا
أدان البرلمان الأسترالي في مايو 2024 ترديد شعار من النهر إلى البحر بأغلبية 56 صوتًا في مقابل معارضة 12 صوتًا. نصَّ الاقتراح الذي وافق عليه البرلمان على أن هذا الشعار «ينكر حق إسرائيل في الوجود ويستخدمه من يسعون لتخويف الأستراليين اليهود عبر أعمال معاداة السامية».

### إستونيا
قضت محكمة مقاطعة هاريو بتأييد غرامة مالية فرضتها الشرطة على متظاهرة رفعت لافتة بها شعار من النهر إلى البحر بحجة أن الشعار فيه تأييد للإبادة الجماعية.

### كندا
أبطل القضاء الدعوى المقامة على متظاهر ردد شعار من البحر إلى النهر في مظاهرة يوم 15 نوفمبر 2023 في مبنى بلدية كالجري.

### إيران
ذكر الرئيس الإيراني إبراهيم رئيسي في القمة العربية الإسلامية الطارئة في نوفمبر 2023 أن «الحل المستدام هو إقامة دولة فلسطينية من البحر إلى النهر». وتعليقًا على خطة الرئيس الأمريكي دونالد ترامب باستيلاء الولايات المتحدة على غزة وتهجير الفلسطينيين إلى بلدان أخرى (انظر خطة ترامب لقطاع غزة)، نشر حساب المرشد علي خامنئي على منصة إكس «إن كل فلسطين، من النهر إلى البحر، ملك للشعب الفلسطيني».

### وسائل التواصل الاجتماعي
أعلن الملياردير الأمريكي إيلون ماسك في نوفمبر 2023 تعليق حسابات من يستخدم عبارة «من النهر إلى البحر» على منصة إكس، معتبرًا أنها تعني بالضرورة الإبادة الجماعية. وشمل إعلانه أيضًا حظر استخدام تعبير إنهاء الاستعمار.
في نوفمبر 2023، أزالت شركة التجارة الإلكترونية أمازون قميصًا طُبع عليه شعار من النهر إلى البحر فلسطين ستتحرر بعد احتجاج من وزارة الخارجية الإسرائيلية. ذكرت تقارير إخبارية أيضًا أن شركتي إتسي وويكس حظرتا الشعار علنًا أو سرًّا.
نشر موقع Yad2 الإسرائيلي المملوك لأكسل شبرنجر الألمانية، إعلانًا للعقارات مع نص «من النهر إلى البحر» باللغة الإنجليزية، مع خريطة تظهر كامل أرض فلسطين التاريخية. اتُهمت الشركة الألمانية بالتربح من الاستيطان الإسرائيلي.
انتشرت على وسائل التواصل الاجتماعي، في مايو 2025، صورة تظهر أحد منتجات بن أند چيري حاملة شعار من النهر إلى البحر، نشرها حساب مؤيد للصهيونية؛ عدد من المؤسسات الإعلامية دققت صحفيًّا حول هذا الخبر، ليظهر أن هذه الصور وُلدت بأدوات الذكاء الاصطناعي، وأن الشركة لم تضع هذا الشعار على منتجاتها.
أعلن مجلس الرقابة التابع لميتا بلاتفورمز، مشغلة فيسبوك وإنستجرام، في مايو 2024 أنه ينظر فيما إذا كان على الشركة خلق سياسة خاصة تحكم استخدام شعار من النهر إلى البحر. أشار المجلس كذلك أنه يراجع ثلاثة منشورات سابقة على المنصة اشتكى مستخدمون من أنها تحرض على العنف وتدعو لإنهاء دولة إسرائيل. قدمت مؤسسة الجبهة الإلكترونية اقتراحًا يدعو شركة ميتا إلى التعامل مع المنشورات التي تذكر عبارة من النهر إلى البحر على أساس فردي؛ لأن العبارة لها استخدام تاريخي لا ينطوي على كراهية أو انتهاك لمعايير الشركة. توصل مجلس الرقابة إلى قراره الذي أعلن في 4 سبتمبر 2024، إذ رأى أن استخدام الشعار لا ينتهك سياسة المحتوى للشركة. علقت وزارة الخارجية الإسرائيلية بالقول بأن العبارة «ليست مجرد شعار بل صرخة إبادة جماعية تدعو لإزالة إسرائيل من الخارطة».

## في إسرائيل

### في الحركة الصهيونية
فيما قبل إنشاء دولة إسرائيل، كان من شعارات الحركة الصهيونية التصحيحية بقيادة فلاديمير چابوتنسكي العبارة التالية: «الأردن له ضفتان، هذه لنا والأخرى أيضًا لنا.» وهو ما يعبر عن فكرة إنشاء دولة يهودية قد تمتد إلى ما وراء نهر الأردن وتضم أجزاء من سوريا كذلك، وفقًا لما ذكره عمير بارتوف، الأستاذ المختص بالهولوكوست والتطهير العرقي في جامعة براون. أشار المؤرخ الفلسطيني چوني منصور أن چابوتنسكي ذكر في مؤلفات مختلفة، من بينها الجدار الحديدي، أن اليهود يجب أن يعيشوا في أرض إسرائيل من النهر إلى البحر مع الإبقاء على السكان العرب مستقلين ثقافيًّا تحت سيطرة يهودية.

### في الوسط السياسي
ترفض بعض الأحزاب الإسرائيلية إقامة دولة فلسطينية مستخدمة نفس العبارة، فحزب البيت اليهودي ذكر في برنامجه «ليس هناك بين النهر والبحر مكان سوى لدولة إسرائيل». وصرح وزير البناء والإسكان أوري أرئيل (البيت اليهودي) في 2014: «ما بين نهر الأردن والبحر المتوسط ستكون هناك دولة واحدة ذات سيادة وهي دولة إسرائيل». تعليقًا على اعتراف النرويج وإسبانيا وأيرلندا بدولة فلسطين، قال وزير الطاقة إيلي كوهين (الليكود) في 2024: «من النهر إلى البحر ستكون دولة واحدة: دولة إسرائيل». وحزب الليكود، الذي ينتمي إليه رئيس الوزراء بنيامين نتنياهو الأطول حكمًا في تاريخ الدولة، رفع شعارًا مشابهًا في السنوات الأولى لتأسيسه، في عهد رئاسة مناحم بيجن. في 2019، استخدم جدعون ساعر (حزب الليكود)، والذي انشق لاحقًا، الشعار تعبيرًا عن رفضه إقامة دولة فلسطينية. عُين ساعر وزيرًا للخارجية في نوفمبر 2024، ورحب بصفته وزيرًا للخارجية بقرار محكمة ألمانية تصنيف شعار من النهر إلى البحر رمزًا إرهابيًّا، وعلق «يجب اقتلاع جذور معاداة السامية الجديدة التي تقوم على إنكار حق وجود الدولة اليهودية».
في يوليو 2018 قال رئيس الوزراء الأسبق إيهود باراك عن رئيس الوزراء الحالي بنيامين نتنياهو إن «نتنياهو ومتطرفو اليمين يطمحون إلى دولة واحدة من النهر إلى البحر، وإفشال كل محاولة للطلاق من الفلسطينيين، وبذلك يقودون إلى القضاء على حل الدولتين.» مع أنه في السابق، وبالتحديد في 2012، أثناء توليه وزارة الدفاع، ذكر أن إسرائيل تسعى إلى ضم مستوطنتين في الضفة الغربية وأن دولة إسرائيل «ستكون فقط بين نهر الأردن والبحر المتوسط».
في جلسة للكنيست الإسرائيلي في مارس 2018، وقعت مشاحنات بين النواب بعدما صرح مسؤول إسرائيلي أن عدد الفلسطينيين يزيد قليلًا عن عدد اليهود بين البحر والنهر. علقت عضوة الكنيست تسيبي ليفني قائلة: «إن لم نستيقظ من أوهام ضم الضفة الغربية، كما ينادي اليمين الإسرائيلي، سوف نخسر الأغلبية اليهودية. الأمر بسيط».
في مقابلة مع صحيفة يديعوت أحرونوت، ذكر الرئيس السابق رؤوفين ريفلين في يناير 2025 أن حل الصراع الفلسطيني الإسرائيلي يكمن بكونفيدرالية إسرائيلية فلسطينية من النهر إلى البحر.

### حوادث أخرى
استُخدم الشعار بالإنجليزية على وسائل التواصل الاجتماعي للدعوة لسيادة إسرائيل على كل أرض فلسطين التاريخية، من أمثلة ذلك منشور لابن رئيس الوزراء بنيامين نتنياهو جاء فيه «من النهر إلى البحر هذا العلم هو كل ما سترونه»، مشيرًا للعلم الإسرائيلي.
في 10 فبراير 2025 داهمت الشرطة الإسرائيلية مكتبة شهيرة يملكها فلسطينيون في القدس الشرقية، أشارت الشرطة إلى أنها اعتقلت شخصين بتهمة بيع كتب تتضمن تحريضًا على الإرهاب، وذكرت في بيانها كتب تلوين للأطفال تحمل عنوان من النهر إلى البحر.
في يناير 2021، نشرت منظمة بتسيلم الحقوقية الإسرائيلية منشورًا يستخدم عبارة من النهر إلى البحر تحت عنوان «نظام تفوق يهودي من النهر إلى البحر: إنه أبارتهايد». يشير هذا المنشور إلى وجود مبدأ ناظم واحد يطبق على جميع الأراضي ما بين النهر والبحر وهو «تعزيز وإدامة تفوق مجموعة من البشر - اليهود - على مجموعة أخرى - الفلسطينيون». وفي يوليو 2025، قدمت المنظمة تقريرًا عما تقوم به إسرائيل في قطاع غزة واصفة الممارسات الإسرائيلية بأنها إبادة جماعية بحق الفلسطينيين (انظر الإبادة الجماعية في غزة). ذكرت مديرة المنظمة بأن حكومة نتنياهو المتطرفة تدفع باتجاه التهجير والإبادة، وهو ما يعني أن حياة الفلسطينيين بين النهر والبحر أصبحت مستباحة.

## تعليقات
في مقالة في موقع ذا نيشن (الأمة) كتب المؤرخ الأمريكي الفلسطيني رشيد خالدي في نوفمبر 2023: «بينما انخرطت هذه الهيئات الموقرة في مداولات حول الانتهاكات الجسيمة التي ينطوي عليها التلفظ بهذه الكلمات، كان أكثر من 100 طفل يموتون يوميًّا في غزة تحت وابل من عشرات الآلاف من القنابل والصواريخ وقذائف المدفعية الإسرائيلية». في مقالة منشورة في 2024، يشير خبير القانون الدولي الفلسطيني أنيس فوزي قاسم إلى أن إسرائيل هي من «ترفض اقتسام فلسطين مع الفلسطينيين»: «لا أدل على ذلك من أن إسرائيل لا تزال تقيم المستوطنات لليهود حصرًا» وأشار أيضًا إلى قانون الدولة القومية لليهود في إسرائيل الصادر في 2018 والذي ينص على أن «حق تقرير المصير حق حصري للشعب اليهودي، يمارسه في كل أرض إسرائيل».
رأى الكاتب الأمريكي الفلسطيني يوسف منير، رئيس برنامج فلسطين/إسرائيل في المركز العربي بواشنطن، إن «الادعاء بأن عبارة من النهر إلى البحر تحمل نية الإبادة الجماعية لا يعتمد على الواقع التاريخي، بل على العنصرية وكراهية الإسلام».
رأت المحللة السياسية الألمانية كريستين هيلبيرج أن الفهم الذي يعتبر شعار من النهر إلى البحر بمجمله معاديًا للسامية هو فهم قاصر. وعلقت بأن الحكومة الألمانية لا ترى المتطرفين سوى بين المؤيدين للفلسطينيين، بينما تدعم الحكومة الإسرائيلية التي تخطط لضم الأراضي المحتلة.